# Edenham
Edenham is een civil parish in het bestuurlijke gebied South Kesteven, in het Engelse graafschap Lincolnshire met 291 inwoners.